# Scopula chrysoparalias
Scopula chrysoparalias là một loài bướm đêm trong họ Geometridae.